# Фельден (Пегниц)

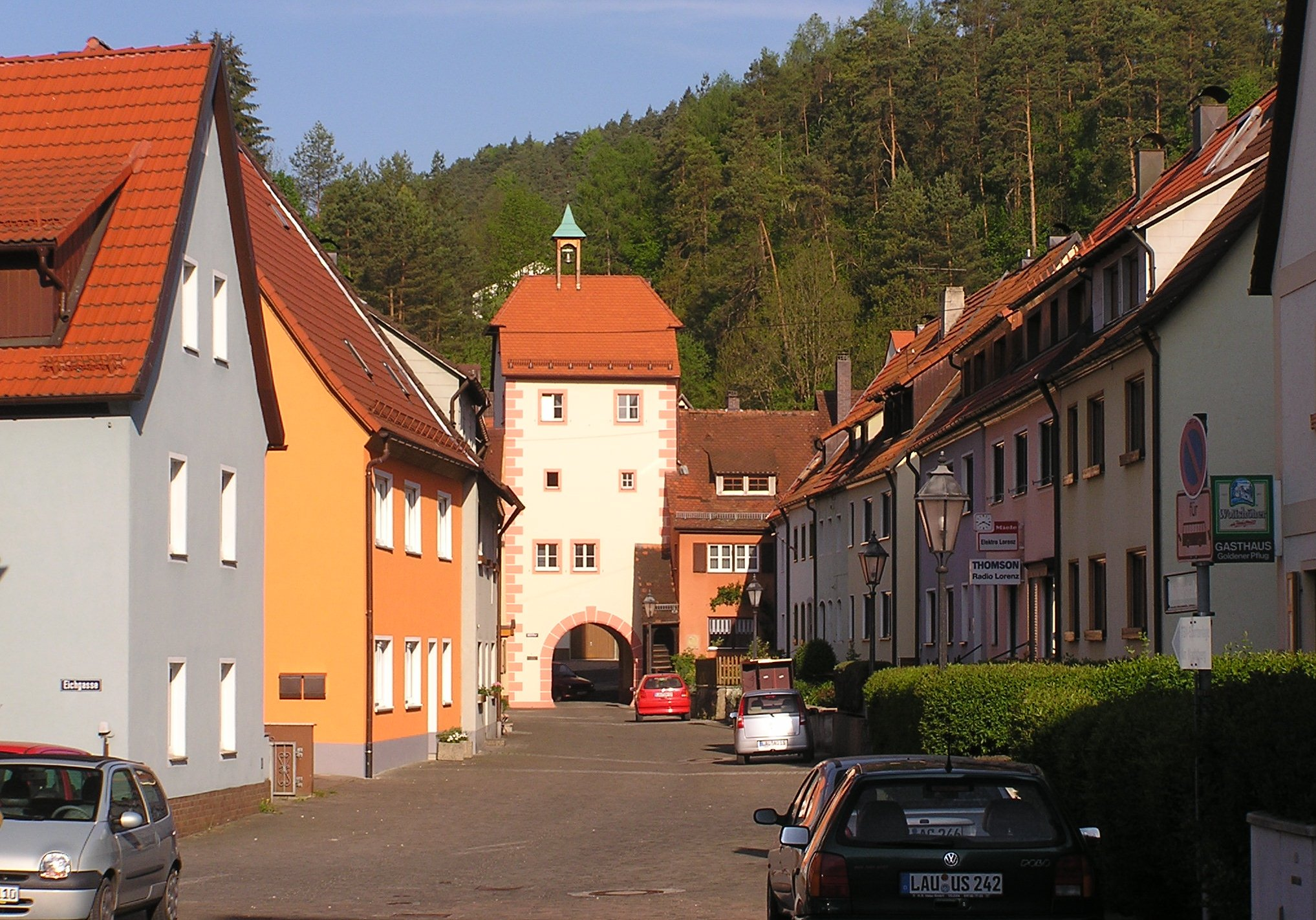
Фельден

Фельден (нем. Velden) — город и городская община  в Германии, в Республике Бавария.
Подчинён административному округу Средняя Франкония. Входит в состав района Нюрнберг. Население составляет 1775 человек (на 31 декабря 2010 года). Занимает площадь 21,32 км². Региональный шифр — 09 5 74 160. Местные регистрационные номера транспортных средств (коды автомобильных номеров) (нем. Kraftfahrzeugkennzeichen) — LAU.
Город подразделяется на 7 городских районов.

## Население
По оценке на 31 декабря 2015 года население общины составляет 1794 чел.
| Дата      | 1840 | 1871 | 1900 | 1925 | 1939 | 1950 | 1961 | 1970 | 1987 | 2011 |
| --------- | ---- | ---- | ---- | ---- | ---- | ---- | ---- | ---- | ---- | ---- |
| Население | 998  | 1148 | 1215 | 1055 | 1138 | 1595 | 1640 | 1725 | 1702 | 1782 |

| Год       | 1960 | 1970 | 1980 | 1990 | 2000 | 2009 | 2010 | 2011 | 2012 | 2013 | 2014 | 2015 |
| --------- | ---- | ---- | ---- | ---- | ---- | ---- | ---- | ---- | ---- | ---- | ---- | ---- |
| Население | 1618 | 1787 | 1819 | 1714 | 1807 | 1794 | 1775 | 1785 | 1799 | 1802 | 1794 | 1794 |